# وادي الفرع (بلقرن)
وادي الفرع هو واد في تهامة بلاد بلقرن في العرضيات يلتقي مع وادي حضرة ثم يرفدان وادي قنونا من الغرب، وعليه أغلب قرى بني بحير العبادلة من بلقرن.